# Marta (fiume)
Il fiume Marta, chiamato anticamente Larthe, è l'unico emissario del lago di Bolsena; scorre nel Lazio, in provincia di Viterbo, nel territorio dei comuni di Marta, Tuscania e Tarquinia.

## Descrizione
Lungo il corso del Marta sono presenti alcune sorgenti termali e, come immissari, da sinistra il Fosso Capecchio, e da destra i torrenti Fosso Catenaccio e Traponzo.
La valle formata dal Marta è stata usata, fin dalla preistoria, come importante via di comunicazione e di transumanza.
Il Marta sfocia nel mar Tirreno, dopo un corso di circa 50 km, nei pressi di Tarquinia; presso la foce sorgeva, anticamente, il porto etrusco di Martanum.
Nel 2005 i fondali tra la foce del torrente Arrone e la foce del fiume Marta sono stati proposti come siti di interesse comunitario con il codice IT6000003.
Sul fiume Marta è ancora presente un insediamento dell'epoca etrusca chiamato "La Cannara". Visitabile nel comune di Marta (VT). Una fitta serie di canne era stata piantata sul passaggio del fiume per rallentare il flusso dei pesci e catturarli facilmente dal capanno sopra realizzato. Nel medioevo "La Cannara" divenne una peschiera (trappola per le anguille). La Cannara fu diretta proprietà del Papa di Roma.La foce del fiume Marta è ad estuario